# 小行星18295
小行星18295（18295 Borispetrov）是一颗绕太阳运转的小行星，为主小行星带小行星。该小行星于1978年10月2日发现。

## 轨道参数
小行星18295的轨道半长轴为2.6625508 UA，离心率为0.263。